# Pareas
Genre
Pareas est un genre de serpents de la famille des Pareatidae. 

## Répartition
Les 14 espèces de ce genre se rencontrent dans le sud-est de l'Asie.

## Liste d'espèces
Selon The Reptile Database (11 septembre 2015) :
- Pareas atayal You, Poyarkov & Lin, 2015
- Pareas boulengeri (Angel, 1920)
- Pareas carinatus (Boie, 1828)
- Pareas chinensis (Barbour, 1912)
- Pareas formosensis (Van Denburgh, 1909)
- Pareas hamptoni (Boulenger, 1905)
- Pareas iwasakii (Maki, 1937)
- Pareas komaii (Maki, 1931)
- Pareas margaritophorus (Jan, 1866)
- Pareas monticola (Cantor, 1839)
- Pareas nigriceps Guo & Deng, 2009
- Pareas nuchalis (Boulenger, 1900)
- Pareas stanleyi (Boulenger, 1914)
- Pareas vindumi Vogel, 2015

## Publication originale
- Wagler, 1830 : Natürliches System der Amphibien, mit vorangehender Classification der Säugthiere und Vögel. Ein Beitrag zur vergleichenden Zoologie. J.G. Cotta, München, p. 1-354 (texte intégral).